# Guardamonte
Guardamonte es una localidad y comuna de 2ª categoría del distrito Raíces al Norte del departamento Tala, en la provincia de Entre Ríos, República Argentina. Lleva el nombre de su estación de ferrocarril, que pertenece al Ferrocarril General Urquiza de la red ferroviaria argentina, en el ramal Gobernador Sola-Raíces y se encuentra entre las estaciones de Maciá y Durazno. El último tren pasó el 13 de noviembre de 1977, cuando el ramal fue clausurado por el gobierno militar.
La población de la localidad, es decir sin considerar el área rural, era de 121 personas en 1991 y de 135 en 2001. La población de la jurisdicción de la junta de gobierno era de 224 habitantes en 2001.
La junta de gobierno fue creada por decreto 1598/1984 MGJE del 14 de mayo de 1984, y sus límites jurisdiccionales fueron establecidos por decreto 3448/1997 MGJE del 6 de octubre de 1997

## Comuna
La reforma de la Constitución de la Provincia de Entre Ríos que entró en vigencia el 1 de noviembre de 2008 dispuso la creación de las comunas, lo que fue reglamentado por la Ley de Comunas n.º 10644, sancionada el 28 de noviembre de 2018 y promulgada el 14 de diciembre de 2018. La ley dispuso que todo centro de población estable que en una superficie de al menos 75 km² contenga entre 400 y 700 habitantes, constituye una comuna de 2ª categoría. La Ley de Comunas fue reglamentada por el Poder Ejecutivo provincial mediante el decreto 110/2019 de 12 de febrero de 2019, que declaró el reconocimiento ad referéndum del Poder Legislativo de 21 comunas de 2ª categoría con efecto a partir del 11 de diciembre de 2019, entre las cuales se halla Guardamonte. La comuna está gobernada por un departamento ejecutivo y por un consejo comunal de 6 miembros, cuyo presidente es a la vez el presidente comunal. Sus primeras autoridades fueron elegidas en las elecciones de 9 de junio de 2019.